# Johanna Narten
Johanna Narten (Hannover, 5. listopada 1930. – 15. srpnja 2019.) bila je njemačka indoeuropeistica i lingvistica koja je poznata po otkriću rekonstruirane morfološke kategorije praindoeuropskog jezika znane kao Narten-prezent. Bila je profesorica indoeuropske i indoiranske lingvistike na Sveučilištu Erlangen-Nürnberg i članica Bavarske akademije znanosti (Bayerische Akademie der Wissenschaften).

## Životopis
Studirala je klasičnu filologiju na Sveučilištu Saarland, a onda se premjestila na Sveučilište u Erlangenu 1955. godine kako bi radila na indoeuropskom jezikoslovlju, posebice indoiranskom, to jest vedskim sanskrtom i avestičkim, s Karlom Hoffmannom. Pod njegovim je nadzorom napisala i disertaciju Die sigmatische Aoriste im Veda (Sigmatski Aorist u vedama). Kasnije je objavila Zum proterodynamischen Wurzelpräsens (O pterodinamičkom korijenskom prezentu) 1968. godine gdje je ukazala na postojanje klase glagola koji su imali prijevojnu duljinu *ē, to jest Narten-prezent. Postala je prva žena koja je bila puna članica Bavarske akademije znanosti 1995. godine.

## Važne publikacije
- Die sigmatischen Aoriste im Veda, 1964.
- Die Ameṣ̌a Speṇtas im Avesta, 1982.
- Der Yasna Haptanhāiti, 1986.
- Der Sasanidische Archetypus: Untersuchungen zu Schreibung und Lautgestalt des Avestischen, 1989. s Karlom Hoffmannom
- Kleine Schriften (hrsg. von Marcos Albino und Matthias Fritz), 1995.